# Jacopo Bracciolini
Jacopo Bracciolini ou Jacopo di Poggio Bracciolini est un humaniste italien de Florence, né en 1442 et mort en 1478. Il est le fils de Poggio Bracciolini et de Vaggia de' Buondelmonti.
Il est membre de l'Académie platonicienne de Florence.
Il travaille à la chancellerie de Florence, au service de Laurent de Médicis, de 1469 à 1471 ; en 1477, il devient secrétaire du cardinal Raffaele Sansoni Riario ; impliqué dans la conspiration des Pazzi contre les Médicis, il est pendu à Florence le 26 avril 1478.

## Œuvres
Poggio Bracciolini a traduit en italien plusieurs ouvrages anciens ; certaines de ses traductions sont conservées dans des manuscrits ou ont été publiées après sa mort.
- Il traduit et fait éditer à Venise en 1476 l'Historia florentina de son père[1],[2],[3].
- Historia della origine della gran guerra tra Francesci & Inglesi, Florence, 1547, Doni, 24 ff., d'après une nouvelle en latin de Bartolomeo Facio (De origine inter Gallos ac Britannos belli historia)[4],[5].
- Della vita di Cyro, Florence, Giunta, 1521 : traduction de la Cyropédie de Xénophon (lire en ligne : réédition de 1527 à Rome).

Il a également publié un commentaire sur le Triomphe de la Gloire de Pétrarque : Sopra il Trionfo della fama di Francesco Petrarca, publié à Rome en 1476 par Vitus Puecher ; une Vie en latin du condottiere Filippo Buondelmonti Scolari dit Pippo Spano qui n'a été éditée qu'en 1843 dans une traduction en italien,.